# Heinz Bergemann
Heinz Bergemann (* 16. März 1923 in Berlin; † 25. Januar 1967 ebenda) war ein deutscher Politiker der SPD.
Heinz Bergemanns Eltern waren ein Steindruckerarbeiter und eine Näherin. Er besuchte eine Volksschule und machte ab 1937 eine Lehre als Maschinenschlosser. Bis 1942 arbeitete er bei der Rheinmetall-Borsig AG in Berlin-Tegel. Er wurde eingezogen, 1944 wurde er schwer verwundet und als Schwerkriegsbeschädigter aus der Wehrmacht entlassen. Im selben Jahr begann er mit einem Studium an der Ingenieurschule Beuth.
Nach dem Zweiten Weltkrieg schloss Bergemann die Ausbildung als Maschinenbauingenieur ab. Er trat 1946 der SPD bei und wurde wenig später der Vorsitzende der Berliner Jungsozialisten. Er arbeitete zunächst im Wirtschaftsamt beim Magistrat von Berlin und ab 1948 dann im Wirtschaftsamt beim Senat von Berlin. Von 1956 bis 1961 war Bergemann Verwaltungsdirektor des Rudolf-Virchow-Krankenhauses. Bei der Berliner Wahl 1958 wurde er in das Abgeordnetenhaus von Berlin gewählt, doch im Juli 1961 schied er aus dem Parlament aus, da er von der Bezirksverordnetenversammlung im Bezirk Steglitz als Bezirksstadtrat gewählt wurde.
Von 1957 bis 1964 war Bergemann der Vorsitzende der SPD Wedding.
Seine Ehefrau Charlotte Bergemann war von 1966 bis 1974 ebenfalls Mitglied des Abgeordnetenhauses von Berlin.